# トロント・アルゴノーツ

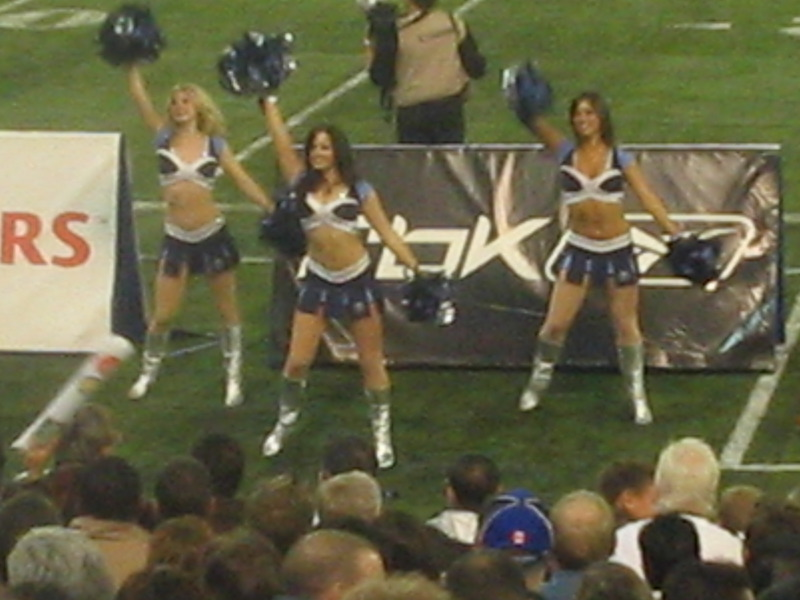
アルゴノーツのチアリーダー

トロント・アルゴノーツ（英語: Toronto Argonauts）は、カナダのオンタリオ州トロントを本拠地とするカナディアンフットボールのプロチーム。CFLのイースト・ディビジョン（東地区）に属する。
1873年に創設された北米のスポーツチームでは最も古い歴史を持つチームのひとつである。また創設以来、本拠都市やチーム名の変更を行っていないチームでは、最も古い。グレイ・カップ優勝歴は、通算17回。
2015年5月20日にベル・カナダとメープルリーフ・スポーツ&エンタテーメント（MLSE）がチームを買収した。2016年から本拠地をBMOフィールドに移転した。

## 本拠地
- ローズデイル・センター 1874年–1897年, 1908年–1915年
- バーシティ・スタジアム 1898年–1907年, 1916年–1958年
- エキシビション・スタジアム 1959年-1988年
- ロジャース・センター（2005年にスカイドームから改名） 1989年-2015年
- BMOフィールド 2016年-現在

## 現所属選手
- フィリップ・ブレイク

## 過去の所属選手
- シャーマン・ルイス
- ジョー・サイズマン
- クリント・ロングリー
- ローレンス・ハリス
- ダグ・フルーティ
- ライアン・グリグソン
- リッキー・ウィリアムズ（英語版）
- デビッド・ボストン（英語版）
- クリス・レイニー